# Лопырин, Анатолий Иванович
Анато́лий Ива́нович Лопы́рин (7 [20] ноября 1909, Нижний Новгород — 8 октября 1970, Ставрополь) — советский учёный в области животноводства, заведующий отделом Всесоюзного научно-исследовательского института овцеводства и козоводства в Ставропольском крае, профессор, доктор биологических наук, Герой Социалистического Труда (1970), заслуженный деятель науки РСФСР, лауреат Сталинской премии (1952).

## Биография
Родился 7 (20) ноября 1909 года в Нижнем Новгороде в семье служащего. В 1927 году окончил школу и поступил в Казанский государственный ветеринарный институт имени Н. Э. Баумана.

### Молодой учёный
Получив в 1931 году диплом ветеринарного врача, вместе с женой и коллегой Ниной Викторовной Логиновой уехал в Баймакский район Башкирской АССР, где Анатолий Иванович был назначен на должность ветеринарного врача в противоэпизоотическом отряде. Через год его пригласили в Азиатский научно-исследовательский институт овцеводства (Казакская АССР), где он стал работать младшим научным сотрудником группы эндокринологии.
В 1934 году был переведён в Ставрополь на должность старшего научного сотрудника физиологической лаборатории Всесоюзного научно-исследовательского института овцеводства и козоводства (ВНИИОК). В конце 1930-х годов защитил кандидатскую диссертацию «Многоплодие овец и факторы, его обуславливающие», подготовленную по результатам опытов на каракульских овцах в Крыму. Эта работа получила вторую премию и грамоту Академии сельскохозяйственных наук имени В. И. Ленина на Всесоюзном конкурсе молодых учёных. С 1939 года был участником Всесоюзной сельскохозяйственной выставки в Москве, где награждён Большой серебряной медалью ВСХВ (1940).

### Фронт и ранение
На второй год Великой Отечественной войны отказавшийся от брони А. И. Лопырин был призван в июле 1942 года в ряды Красной Армии. Проходил службу на Сталинградском и Донском фронтах в звании гвардии капитана ветеринарной службы, являясь начальником полкового ветеринарного лазарета 1037-го артиллерийского полка 203-й стрелковой дивизии 23-й армии. В боях под Сталинградом 14 ноября 1942 года получил тяжёлое ранение в голову, правую руку, лишился правого глаза и сильно повредил левый, тем самым лишившись зрения. После длительного лечения в уфимском госпитале получил инвалидность I степени и в мае 1943 года был комиссован из армии.
Пережив депрессию и даже попытку самоубийства, намерение не возвращаться домой, а уехать в интернат для слепых красноармейцев, Анатолий Иванович под воздействием писем жены и матери всё-таки вернулся в Ставрополь. С помощью Всесоюзного общества слепых он уже начал валять валенки, осваивать ремесло сапожника, но в июле 1943 года по приглашению коллег вернулся к работе во ВНИИОК.
В ноябре 1945 года за образцовое выполнение боевых заданий Командования на фронте борьбы с немецкими захватчиками и проявленные при этом доблесть и мужество был награждён орденом Красной Звезды.

### Возвращение в науку
Старший научный сотрудник А. И. Лопырин, используя практический опыт, накопленный до войны, ясно видел дальнейшее направление своих поисков в сфере биологии размножения овец. Он стремился к тому, чтобы распространение лучших видовых признаков не тянулось годами, а стало бы возможным в короткие сроки. Его верным помощником и ассистентом стала жена, Н. В. Логинова, она была рядом в командировках, в лаборатории, выполняла под руководством мужа все необходимые исследования. Уже через год работа учёного по восстановлению овцеводства Северного Кавказа была отмечена Народным комиссариатом земледелия СССР.
В 1948 году А. И. Лопырин был назначен заведующим лабораторией института. За преобразование низкопродуктивных мазаевских и новокавказских овец в высокопродуктивных тонкорунных овец «Советский меринос» в колхозах Ставропольского края удостоен Сталинской премии (1952). Его работа «Биология размножения овец и коз и методы ускоренного воспроизводства стада» была утверждена в 1954 году в качестве диссертации доктора биологических наук.
В 1954 году назначен заведующим отделом биологии размножения и искусственного осеменения. На этом посту А. И. Лопырин проработал до конца своей жизни. В 1955 году ему присвоено учёное звание профессора. Основные результаты исследования этого периода были отражены в его монографии «Повышение плодовитости овец и коз» (1953) и в книге А. И. Лопырина и Н. В. Логиновой «Искусственное осеменение овец» (1960).
С 1961 года, когда в институте открылась аспирантура, А. И. Лопырин интенсивно работал с группой аспирантов, читал лекции в Высшей школе бонитёров и в сельхозинституте по биологии размножения и искусственному осеменению овец. Студенты его любили и слушали с увлечением. Он поражал их не только специальными знаниями, но и широкой эрудицией, общей культурой, начитанностью. А. И. Лопырин был читателем Ставропольской краевой библиотеки для слепых имени В. Маяковского. Брал специальные книги, напечатанные рельефно-точечным шрифтом и «говорящие» книги с записями последних литературных новинок. А главное — учил при всех обстоятельствах оставаться людьми.
В годы хрущёвской оттепели А. И. Лопырин подвергался опале за то, что опровергал возможность двухразового окота в течение года. Эта принципиальная позиция едва не стоила учёному должности и званий, но помогла победе здравого смысла.
Исследования А. И. Лопырина и Н. В. Логиновой, ставших крупными специалистами в области сельскохозяйственных животных, получили широкую международную известность. Учёные заложили ряд опытов, послуживших своеобразной программой развития целого научного направления. Рекомендуемые ими новшества были достаточно просты, эффективны и удобны в работе, многие из них применяются до сих пор.
Супругам писали учёные из Англии, Франции, США, Италии. В Ставрополь приехала специально для знакомства с их методикой фермер из Австралии, после чего последовал заказ на статью в австралийском журнале и приглашение приехать. Но руководству института «мягко» указали: «У вас там что, зрячих не нашлось?» И эти слова услужливо довели до сведения Анатолия Ивановича. К тому времени он уже научился не реагировать на подобные уколы, но с тех пор, несмотря на настойчивые приглашения на международные симпозиумы, ездить отказывался: за границей — в Милане, Париже — написанные совместно доклады зачитывала Нина Викторовна.
Заслуги А. И. Лопырина в развитии отечественной биологической науки были отмечены орденами «Знак Почёта» (1945), Ленина (1966), званием «Заслуженный деятель науки РСФСР» (1968).

### Высшая награда
Указом Президиума Верховного Совета СССР от 8 января 1970 года за большие заслуги в развитии сельскохозяйственной науки и в связи с шестидесятилетием Анатолию Ивановичу Лопырину было присвоено звание Героя Социалистического Труда с вручением второго ордена Ленина и золотой медали «Серп и Молот».

### Научная деятельность
Основным направлением научной деятельности А. И. Лопырина уже в первые послевоенные годы стали изучение, разработка и внедрение в практику овцеводства наиболее рациональных для отрасли систем, значительно повышающих воспроизводительные функции овец. Одновременно учёным была разработана методика межпородных пересадок зародышей у овец.
А. И. Лопыриным были впервые изучены физиологические закономерности репродуктивного процесса, выяснены механизмы его нейрогуморальной регуляции, разработаны наиболее эффективные варианты гормонального метода стимуляции охоты у овец в летний период. Последние с успехом применяются и сейчас в опытах по рационализации метода синхронизации охоты в границах полового сезона.
А. И. Лопырин и его ученики провели уникальные эксперименты по разработке методов длительного хранения семени барана, усовершенствовали технологию его глубокого охлаждения и добились повышения оплодотворяющей способности замороженного семени по сравнению с показателями, полученными в опытах зарубежных учёных.
С 1950 по 1960 год А. И. Лопыриным и Н. В. Логиновой были проведены исследования по эффективности осеменения овец смешанным семенем; разработана методика трансплантации зигот; завершена серия опытов по гомо- и гетеропластической пересадке зародышей у овец и коз; опытов по отдалённой гибридизации и скрещиванию диких и одомашненных форм мелких животных. Были получены интересные данные по влиянию разнокачественности мужских и женских гамет на качество потомства, действию антибиотиков и глицерина на сперму, по определению оптимальных сроков введения семени при двукратном осеменении.
В опытах по отдалённой гибридизации была подтверждена возможность оплодотворения яйца при реципрокном скрещивании овец и коз, установлены сроки развития гибридных зародышей и опровергнуто мнение о невозможности получения гибридного потомства. Изучение полового процесса у коз, которое также было одним из направлений научных исследований А. И. Лопырина и его учеников, позволило разработать систему отбора и искусственного осеменения у этого вида животных.
В следующее десятилетие (1961—1970) были разработаны практически доступные способы гормональной стимуляции и синхронизации охоты у овец, изучены биологические свойства секретов придаточных половых желез баранов и эпидидимальных спермиев, разработан способ хранения зародышей овец в охлаждённом виде. Продолжались ранее начатые исследования по совершенствованию методов хранения семени баранов при нулевой и комнатной температуре и длительного хранения спермы в замороженном виде, по изучению влияния факторов внешней среды на биологические свойства семени, оплодотворяемость яйца и развитие зародышей у овец. Большая работа проведена по совершенствованию организационных и технических приемов искусственного осеменения овец.
Целый ряд разработок, выполненных под руководством А. И. Лопырина, — сенсибиляторный метод вызывания охоты, организации искусственного осеменения овец с применением вазэктомированных баранов, осеменение овец уменьшенными дозами свежеполученной спермы и другие — были одобрены научно-техническим советом Министерства сельского хозяйства СССР и включены в инструкции по искусственному осеменению овец и коз.
При жизни А. И. Лопырина было выполнено и опубликовано самостоятельно, а также совместно с коллегами и учениками 143 научных работы. Уже после смерти учёного научные результаты его трудов были обобщены в монографии «Биология размножения овец» (1971). Под его руководством защищено десять кандидатских и одна докторская диссертация.
Умер 8 октября 1970 года на 61-м году жизни. Похоронен в Ставрополе.

## Награды
- медаль «Серп и Молот» (08.01.1970)
- два ордена Ленина (22.03.1966, 08.01.1970)
- орден Красной Звезды (06.11.1945)
- орден «Знак Почёта» (10.09.1945)
- три медали СССР
- заслуженный деятель науки РСФСР (27.09.1968)
- Сталинская премия третьей степени (1952)
- Большая серебряная медаль ВСХВ (1940)
- знак «Отличник социалистического сельского хозяйства»

## Память
Память об А. И. Лопырине увековечена установлением мемориальной доски на здании Всероссийского НИИ овцеводства и козоводства на улице Мира, д. 349. Именем Лопырина названа одна из улиц Ставрополя.

## Семья
Жена Нина Викторовна Логинова, доктор биологических наук (1967). Дочери Галина и Алла, сын Борис.